# Wilfried Huber
Wilfried Huber (ur. 15 listopada 1970 w Brunico) – włoski saneczkarz startujący w jedynkach oraz w dwójkach, mistrz olimpijski, wielokrotny medalista mistrzostw świata i Europy.

## Kariera
Pierwsze sukcesy w karierze odniósł w 1988 roku, kiedy zdobył dwa medale na mistrzostwach świata juniorów w Olang. Najpierw zajął drugie miejsce w jedynkach, a następnie w parze Kurtem Bruggerem zajął trzecie miejsce w dwójkach. W tym samym roku zdobył też brązowy medal w zawodach drużynowych na mistrzostwach Europy w Königssee. Wraz z Bruggerem zdobył następnie srebrny medal podczas mistrzostw świata w Calgary (1990) oraz brązowe na mistrzostwach świata w Calgary (1993) i mistrzostwach świata w Lillehammer (1995). Ponadto w 1993 roku był też trzeci w jedynkach, przegrywając tylko z Wendelem Suckowem z USA i Niemcem Georgiem Hacklem. Trzykrotnie zdobywał medale w zawodach drużynowych: srebro na mistrzostwach świata w Lillehammer (1995) oraz brąz na mistrzostwach świata w Altenbergu (1996) i mistrzostwach świata w Innsbrucku (1997). Wielokrotnie zdobywał też medale mistrzostw kontynentu, w tym złoty w zawodach drużynowych na mistrzostwach Europy w Königssee w 1994 roku.
Jeden ze swych największych sukcesów osiągnął w 1994 roku, kiedy wspólnie z Kurtem Bruggerem zdobył złoty medal w dwójkach na igrzyskach olimpijskich w Lillehammer. Jeszcze pięciokrotnie startował na imprezach tego cyklu, zajmując między innymi piąte miejsce w dwójkach podczas igrzysk w Albertville w 1992 roku oraz igrzysk w Nagano sześć lat później. W Pucharze Świata sześciokrotnie zajmował miejsce na podium klasyfikacji generalnej: w sezonie 1996/1997 był trzeci w jedynkach, w sezonach 1989/1990, 1992/1993, 1994/1995 i 1997/1998 był drugi w klasyfikacji dwójek, a w sezonie 1990/1991 w dwójkach był trzeci.
Jego bracia – Arnold oraz Norbert – również byli saneczkarzami, natomiast Günther był bobsleistą.

## Osiągnięcia

### Igrzyska olimpijskie
| Rok  | Miejsce        | Jedynki | Dwójki |
| ---- | -------------- | ------- | ------ |
| 1988 | Calgary        |         | =7.    |
| 1992 | Albertville    |         | 5.     |
| 1994 | Lillehammer    |         | 1.     |
| 1998 | Nagano         |         | 5.     |
| 2002 | Salt Lake City | 9.      |        |
| 2006 | Turyn          | 10.     |        |

### Puchar Świata

#### Miejsca na podium w klasyfikacji generalnej
| Sezon     | Miejsce | Miejsce |
| Sezon     | Jedynki | Dwójki  |
| --------- | ------- | ------- |
| 1989/1990 |         | 2.      |
| 1990/1991 |         | 3.      |
| 1992/1993 |         | 2.      |
| 1994/1995 |         | 2.      |
| 1996/1997 | 3.      |         |
| 1997/1998 |         | 2.      |